# Zainzong Co
Zainzong Co (kinesiska: Zanzong Cuo, 赞宗错) är en sjö i Kina. Den ligger i den autonoma regionen Tibet, i den sydvästra delen av landet, omkring 320 kilometer nordväst om regionhuvudstaden Lhasa. Omgivningarna runt Zainzong Co är i huvudsak ett öppet busklandskap.
Genomsnittlig årsnederbörd är 352 millimeter. Den regnigaste månaden är juli, med i genomsnitt 119 mm nederbörd, och den torraste är januari, med 5 mm nederbörd.